# Брандыс, Анатолий Яковлевич
Анато́лий Я́ковлевич Бра́ндыс (12 августа 1923, Екатеринослав, — 23 марта 1988, Москва) — пилот штурмовика Ил-2, генерал-лейтенант авиации, участник Великой Отечественной войны, дважды Герой Советского Союза, кандидат военных наук.

## Биография
А. Я. Брандыс родился 12 августа 1923 года в городе Нижнеднепровск Екатеринославской губернии в семье рабочего. По национальности украинец.
В Красной армии с июня 1941 года. В 1943 году окончил Пермскую военную школу пилотов и в августе этого же года ушёл на фронт. Участвовал в боях в составе 75-го гвардейского штурмового авиационного полка 1-й гвардейской штурмовой авиационной дивизии в составе 8-й воздушной армии 4-го Украинского фронта.
К концу августа 1944 года заместитель командира эскадрильи гвардии старший лейтенант Брандыс совершил 128 боевых вылетов для уничтожения скоплений боевой техники и живой силы противника. Лично уничтожил на земле 16 вражеских самолётов.
23 февраля 1945 года Анатолию Яковлевичу Брандысу присвоено звание Героя Советского Союза с вручением ордена Ленина и медали «Золотая Звезда».
К апрелю 1945 года командир эскадрильи 75-го гвардейского штурмового авиационного полка 1-й гвардейской штурмовой авиационной дивизии 1-й воздушной армии 3-го Белорусского фронта гвардии капитан Брандыс совершил ещё 99 боевых вылетов, уничтожив на земле 8 вражеских самолётов.
29 июня 1945 года награждён второй медалью «Золотая Звезда».
После войны, окончив в 1950 году Военно-воздушную академию и в 1959 — Военную академию Генштаба, занимался преподавательской деятельностью в военно-учебных заведениях. Кандидат военных наук, доцент. В 1985 году присвоено звание генерал-лейтенанта авиации.
С 1986 года А. Я. Брандыс в отставке. Проживал в городе Москве. Умер 23 марта 1988 года. Похоронен на Кунцевском кладбище в Москве.

## Награды
- Медаль «Золотая Звезда» Героя Советского Союза № 6202 (23.02.1945)
- Медаль «Золотая Звезда» Героя Советского Союза № 68 (29.06.1945)
- Орден Ленина (1945)
- Орден Октябрьской Революции (1978)
- Орден Красного Знамени (1943)
- Орден Красного Знамени (февраль 1944)
- Орден Красного Знамени (ноябрь 1944)
- Орден Красного Знамени (1945)
- Орден Александра Невского (1944)
- Орден Отечественной войны I-й степени (1944)
- Орден Отечественной войны I-й степени (1985)
- Орден Красной Звезды (1956)
- Медали

## Память
- Бронзовый бюст[1] А. Я. Брандыса установлен 9 мая 1949 года на проспекте имени газеты «Правда» в Днепропетровске (ныне Днепр).
- Одна из улиц Днепра носит его имя.